# فانتازیو
فانتازیو (انگلیسی: Fantasio) شخصیتی از کمیک استریپ اسپیرو و فانتازیو است. او را ژیژه که در آن زمان داشت ماجراهای اسپیرو را می‌کشید در سال ۱۹۴۴ معرفی کرد، فانتازیو بهترین دوست و همراه او در ماجراجویی‌هایش است، یک گزارشگر تصویری با تخیل کنترل ناشدنی و انبوهی از موی نامرتب بلوند. او در ابتدا بلندتر از اسپیرو بود و رفتاری دلقک وار داشت.